# Ornithophaga mikulini
Ornithophaga mikulini är en loppart som beskrevs av Rosicky et Smit 1965. Ornithophaga mikulini ingår i släktet Ornithophaga och familjen smågnagarloppor. Inga underarter finns listade i Catalogue of Life.